# Pinnularia

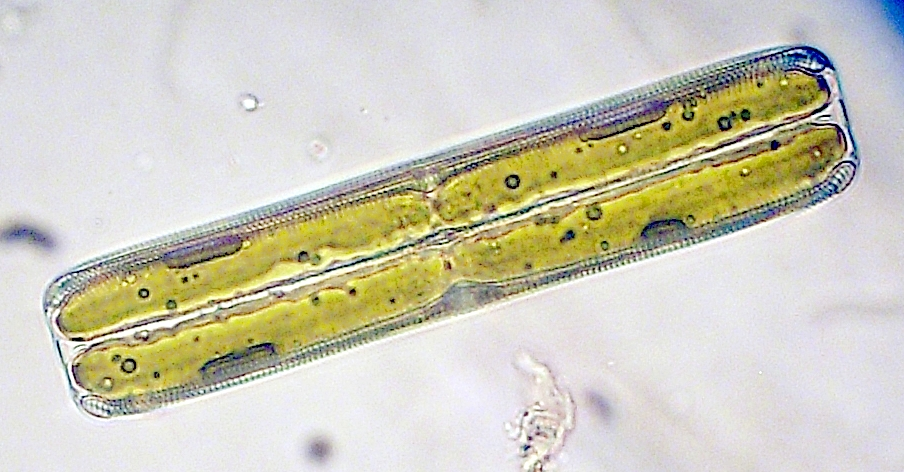
Pinnularia sp., in Teilung

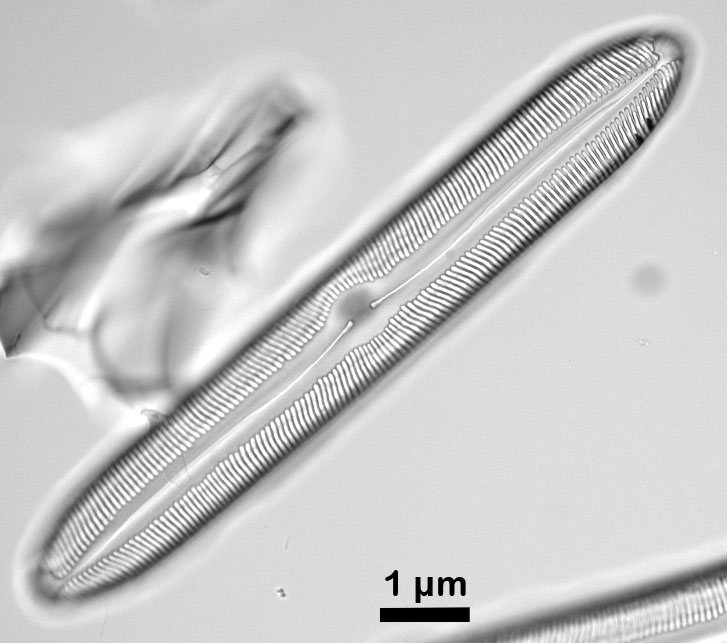
Schale von Pinnularia opulenta

Pinnularia ist eine Gattung der Kieselalgen (Bacillariophyta) mit etwa 200 Arten, von im Süß- und im Meerwasser vorkommen.

## Merkmale
Die Vertreter sind einzellige, kleine bis sehr große Kieselalgen. Die Einzelzellen haben die für Kieselalgen typische Schale aus zwei Theken. Die Schale ist in Seitenansicht rechteckig, in Schalenansicht ist sie lang-elliptisch mit stumpfem Ende. Beide Schalen besitzen in der Mitte eine ausgeprägte Raphe. Die Zellen können mit ihrer Hilfe über das Substrat kriechen. Am Schalenrand sitzen deutliche Rippen etwa in Richtung der Längsachse. Sie besitzen zwei langgestreckte Plastiden von goldbrauner Farbe und ohne Pyrenoide. Sie liegen den Gürtelbändern an. Lediglich zwei Arten besitzen je einen auffälligen Pyrenoid pro Plastid. Einzelne Arten besitzen einen einzelnen H-förmigen Plastiden. Die Zellen sind 20 bis 300 Mikrometer lang. 
Die ungeschlechtliche Fortpflanzung erfolgt durch die typische Zweiteilung der Kieselalgen. Geschlechtliche Fortpflanzung erfolgt durch Anisogamie, wobei pro Zelle ein oder zwei Gameten gebildet werden. Im Anschluss erfolgt während der Auxosporenbildung die Zellvergrößerung. In der Gattung wurde auch Apogamie, die Bildung zygotenähnlicher Stadien ohne Gametenverschmelzung, beobachtet.

## Vorkommen
Pinnularia lebt im Benthos von oligo- oder mesotrophen Gewässern. 

## Belege
- Karl-Heinz Linne von Berg, Michael Melkonian u. a.: Der Kosmos-Algenführer. Die wichtigsten Süßwasseralgen im Mikroskop. Kosmos, Stuttgart 2004, ISBN 3-440-09719-6, S. 226.